# Harvey Fierstein
Harvey Forbes Fierstein (Brooklyn, Nova York, 6 de juny de 1952) és un actor i escriptor estatunidenc, famós per haver guanyat dos Premis Tony el 1982 com a escriptor i protagonista de la seva obra Torch Song Trilogy, sobre un transformista gai a la recerca de l'amor veritable i la família, a més d'escriure l'adaptació del musical La Cage aux Folles. És un activista dels drets civils dels homosexuals.

## Vida personal

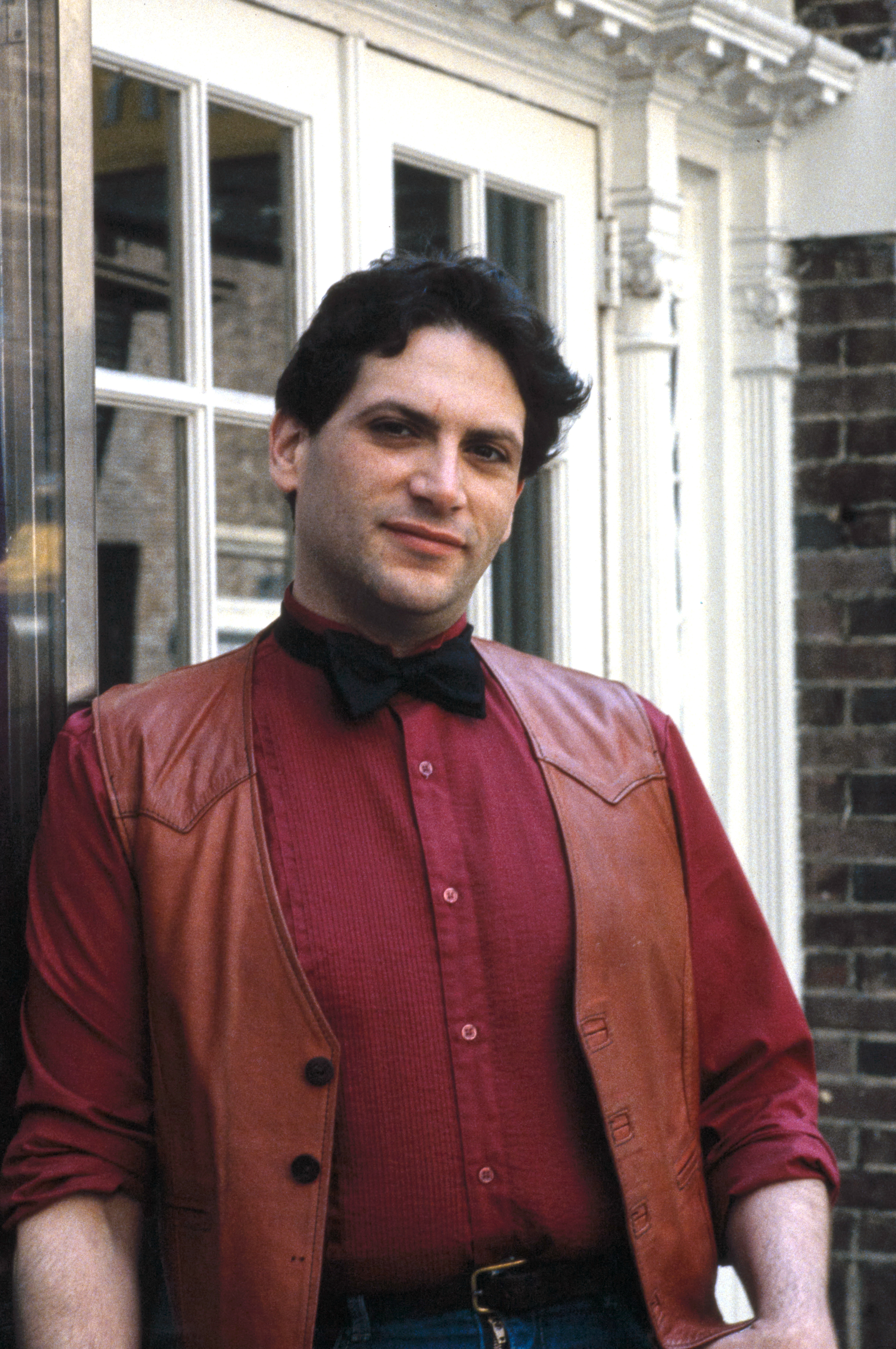
Harvey Fierstein, 1983

Fierstein va néixer a Brooklyn, fill de Jacqueline Harriet, una bibliotecària d'escola, i d'Irving Fierstein, un fabricant de mocadors. Va ser educat dins la fe jueva, tot i que actualment es declara ateu.
Fierstein ocasionalment escriu en columnes sobre temes gais. Es declarà públicament homosexual quan molt poques persones famoses ho feien. Al passat actuà com a humorista i transformista. Resideix a Ridgefield (Connecticut).

## Carrera
Aquest actor de veu peculiar és principalment conegut per la seva actuació a l'obra i a la pel·lícula, escrites per ell mateix, Torch Song Trilogy. Havia escrit i interpretat el paper protagonista a l'Off-Broadway (amb un jove Matthew Broderick) i després a Broadway (amb Estelle Getty i Fisher Stevens). El 1982 guanyà dos Premis Tony per aquesta obra, en les categories de millor obra i millor actor, dos premis Drama Desk (obra més destacada i actor de teatre de text més destacat), així com el premi Theatre World, i amb l'adaptació cinematogràfica va ser nominat al Premi Independent Spirit, com a millor interpretació masculina principal.
Fierstein guanyaria un nou Tony, aquest cop al millor llibret del musical La Cage aux Folles (1983), a més d'una nominació als Drama Desk. Participà amb Peter Allen el 1988 al musical Legs Diamond, que va resultar un fracàs de crítica i públic, i que es tancà després de 72 prèvies i 64 funcions. Entre les seves altres obres com a autor s'inclouen Safe Sex, Spookhouse i Forget Him.
El 2007 Fierstein va escriure el llibret pel musical A Catered Affair, on també interpretà el paper protagonista. Després de diverses proves al teatre Old Globe de San Diego a la tardor del 2007, iniciant-se les prèvies a Broadway al març de 2008 i estrenant-se al 17 d'abril. Va ser nominat al premi Drama Desk al millor llibret de musical, i l'espectacle guanyà el premi Drama League a la millor producció de musical.
El 2010 s'anuncià que Fierstein adaptaria Newsies, una pel·lícula musical de Disney, pels escenaris, juntament amb Alan Menken (música) i Jack Feldman (lletres)., adaptació per la qual rebria una nominació al Tony.

### Actuacions

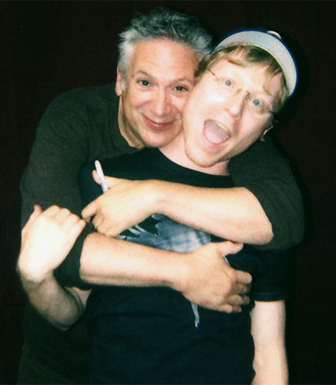
Harvey Fierstein (esquerra) amb Anthony Rapp al mercat i a la subhasta anual de Broadway Cares/Equity Fights AIDS, setembre de 2006.

Fierstein debutà interpretativament al teatre experimental La MaMa a l'única obra d'Andy Warhol, Pork. Fierstein continuà actuant a La MaMa i a altres escenaris mentre que estudiava per fer-se pintor al instituto Pratt de Brooklyn. Es llicencià en Belles Arts el 1973. Fierstein interpretà 3 vegades un paper a The Haunted Host de Robert Patrick: a Boston el 1975, a La MaMa i posteriorment a l'Off-Broadway el 1991. a més de les seves interpretacions a Torch Song Trilogy, La Cage aux Folles i A Catered Affair, Fierstein creà el personatge de Edna Turnblad a Hairspray (2002), pel que guanyaria el Tony a Millor Actor de Musical. Posteriorment substituiria a Alfred Molina al paper de "Tevye" a la reposició de 2004 de Fiddler on the roof (Fierstein i Tommy Tune són els dos únics que han guanyat el Tony en quatre categories diferents).
A més del seu paper protagonista a la versió cinematogràfica de Torch Song Trilogy, co-protagonitzada amb Matthew Broderick i Anne Bancroft, Fierstein interpretà d'altres papers al cinema en pel·lícules com Bullets Over Broadway de Woody Allen, el germà maquillador de Robin Williams a Mrs. Doubtfire, i Merv Green a Death to Smoochy. A més, ha treballat en pel·lícules com Garbo Talks, Duplex, Kull el Conquistador i Independence Day. Va ser el narrador del documental The Times of Harvey Milk (guanyador del Premi Emmy), i va donar la seva veu al personatge de "Yao" a la pel·lícula de Disney Mulan, paper que repetiria a la seqüela Mulan II, així com a diversos videojocs com Kingdom Hearts II.
A la televisió, Fierstein donà veu a l'ajudant de Homer Simpson a l'episodi "Simpson i Dal·lila" de la sèrie Els Simpson, i a Elmer a l'especial de l'HBO de 1999 basat en el seu llibre infantil The Sissy Duckling ("L'aneguet marieta"), que guanyà el Premi Humanitas a l'animació per a nens. Fierstein va ser el primer actor declarat homosexual que protagonitzà una sèrie de televisió als Estats Units en interpretar el paper del dissenyador de moda "Dennis Sinclair" a la sèrie de la CBS Daddy's Girls. A més, ha aparegut a sèries com Miami Vice, Murder, She Wrote, Cheers (sent nominat al millor actor de repartiment en una sèrie de comèdia) i als telefims Showtime i Common Ground (que també havia escrit ell). Va fer un tribut a Katie Couric cantant al programa Today el 31 de maig del 2006, al seu darrer dia com a presentadora. Va aparèixer com a Heat Miser al remake The Year Without a Santa Claus, al desembre del 2006. Entre les seves actuacions més recents es troben un episodi de la sèrie Family Guy, on interpretava una mare grassa i fumadora empedreïda; un episodi de la sèrie Nurse Jackie, on interpretava al marit d'un home moribund; també donà la seva veu a la Lily a l'episodi Last Cigarette Ever de la sèrie How I Met Your Mother, quan estava afònica pel tabac.
Fierstein tornà al teatre amb el paper de Tevye, substituint a Chaim Topol a la gira de Fiddler on the roof, que començà al desembre de 2009. El 15 de febrer de 2011 substituí a Douglas Hodge com Albin/Zaza a la reposició a Broadway de La Cage aux Folles, donant la rèplica a Jeffrey Tambor; tot i que pocs dies després Tambor abandonà la companyia, sent substituït per Christopher Sieber. L'espectacle tancà l'1 de maig de 2011 pels magres resultats de taquilla, després de 433 representacions i 15 prèvies.

## Crèdits

### Broadway[13]

#### Actor
- La Cage aux Folles – Albin (15 de febrer de 2010 - ?)
- J Affair – Oncle Winston (17 d'abril– 27 de juliol de 2008)
- Fiddler on the Roof – Tevye (4 de gener de 2005 - ?)
- Hairspray – Edna Turnblad (18 de juliol de 2002 – 2 de maig de 2004 / 11 de novembre de 2008 – 4 de gener de 2009) – Premi Tony al Millor Actor de Musical
- Safe Sex – Ghee, Arthur (5 d'abril – 12 d'abril de 1987)
- Torch Song Trilogy - Arnold Beckoff (10 de juny de 1982 – 19 de maig de 1985) - Premi Tony al Millor Actor Protagonista en una Obra

#### Escriptor
- Newsies The Musical – Nominat al Tony al Millor Llibret de Musical
- J Affair
- Legs Diamond
- Safe Sex
- Torch Song Trilogy - (Premi Tony a la Millor Obra)
- La Cage aux Folles - (Premi Tony al Millor Llibret de Musical)
- Kinky Boots – Nominat al Tony al Millor Llibret de Musical

### Filmografia
- Garbo Talks (1984) – Bernie Whitlock
- Miami Vice (1986, un episodi "The Fix") – Benedict
- Apology (1986) – The Derelict
- Tidy Endings (1988) – Arthur
- Torch Song Trilogy (1988) – Arnold Beckoff
- ABC Afterschool Specials (1991, un episodi "In the Shadow of Love: A Teen AIDS Story") – Andrew
- Cheers (1992, on episodi "Rebecca's Lover... Not") – Mark Newberger
- The Harvest (1992) – Bob Lakin
- Murder, She Wrote (1992, un episodi "The Dead File") – Stan Hatter
- Mrs. Doubtfire (1993) – Oncle Frank Hillard
- Bullets Over Broadway (1994) – Sid Loomis
- Daddy's Girls (1994, tres episodiss "Pilot", "American in Paris... Cool", i "Keep Your Business Out of My Business") – Dennis Sinclair
- El Dr. Jekyll i la Sra. Hyde (Dr. Jekyll and Ms. Hyde) (1995) – Yves DuBois
- Elmo Saves Christmas (1996) – Easter Bunny
- Independence Day (1996) – Marty Gilbert
- Everything Relative (1996) – The Mohel
- The Larry Sanders Show (1997, un episodi "The Matchmaker") – Ell mateix
- White Lies (1997) – Art hoarder
- Fame L.A. (1997, un episodi "Do or Die") – Jeremy Pinter
- Kull the Conqueror (1997) – Juba
- Safe Men (1998) – Leo
- Jump (1999) – Dish Macense
- Double Platinum (1999) – Gary Millstein
- Common Ground (2000) – Don
- Playing Mona Lisa (2000) – Bennett
- Smoochy (Death to Smoochy) (2002) – Merv Green
- Dúplex (2003) – Kenneth
- The Year Without a Santa Claus (2006) – Heat Miser
- Nurse Jackie (2010, un episodi "Monkey Bits") – John Decker
- The Good Wife (2011, un episodi "Feeding the Rat") – Judge Francis Flamm

### Doblatge
- The Demon Murder Case (1983, voice) – Demon
- The Times of Harvey Milk (1984) – narrador
- The Simpsons (1990, un episodi "Simpson and Delilah") – Karl
- Happily Ever After: Fairy Tales for Every Child (1997, un episodi "Thumbelina") – Mrs. Leaperman
- Stories from My Childhood (1998, un episodi "Alice and the Mystery of the Third Planet") – Grambo
- Mulan (1998, veu) – Yao
- Mulan Story Studio (1998, video joc) – Yao
- X-Chromosome (1999, TV series) – Mom/Little Mom Head
- The Sissy Duckling (1999, veu) – Elmer
- Mulan II (2004, veu) – Yao
- Kingdom Hearts II (2005, video joc) – Yao
- Farce of the Penguins (2006, veu) – Sheila the panda
- Kingdom Hearts II: Final Mix+ (2007, video joc) – Yao
- Family Guy (2008, un episodi "The Former Life of Brian") – Tracy
- Foodfight! (2009, veu) – Fat Cat Burglar
- How I Met Your Mother (2009, un episodi "Last Cigarette Ever") – veu fumadora de Lily

## Premis i nominacions

### Premis
- 1983. Premi Tony a la Millor Obra per Torch Song Trilogy
- 1983. Premi Tony al Millor Actor Protagonista en una Obra per Torch Song Trilogy
- 1984. Premi Tony al Millor Llibret de Musical per La Cage aux Folles
- 2002. Premi Tony al Millor Actor de Musical per Hairspray
- 2025.  Premy Tony als Assoliments de tota una vida al teatre

### Nominacions
- 1992. Emmy al millor actor secundari en sèrie còmica per Cheers